# Outubro polaco de 1956

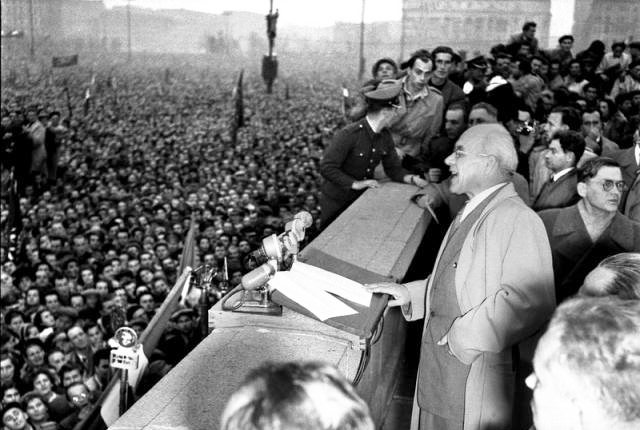
Władysław Gomułka, no auge da sua popularidade, em 24 de Outubro de 1956, dirigindo-se a centenas de milhares de pessoas em Varsóvia, pediu um fim das manifestações e um retorno ao trabalho. "Unidos com a classe trabalhadora e a nação", concluiu, "o Partido vai levar a Polónia ao longo de uma nova forma de socialismo".

Outubro Polaco, também conhecido como Outubro de 1956, Degelo Polaco, ou Degelo de Gomułka, foi um acontecimento que marcou uma mudança na política de Polónia no segundo semestre de 1956. Alguns cientistas sociais designam o período como a Revolução do Outubro Polaco, a qual, embora menos dramática do que a Revolução Húngara de 1956, pode ter tido um impacto ainda mais profundo sobre o Bloco de Leste e no relacionamento da União Soviética com os seus estados-satélite da Europa Central.
Para a República Popular da Polónia, o ano de 1956 foi um ano de transição. A situação internacional tinha enfraquecido significativamente a linha-dura da facção Estalinista na Polónia; o líder comunista polaco Bolesław Bierut morreu em Março; tinham passado três anos sobre a morte de Stalin e o seu sucessor na União Soviética, Nikita Khrushchev, denunciou-o em Fevereiro. Os protestos dos trabalhadores em Junho em Poznań tinham realçado a insatisfação popular com sua situação. Em Outubro, os acontecimentos iniciados resultaram no aumento de poder da facção reformista, liderada por Władysław Gomułka. Depois de breves, mas tensas, negociações, os soviéticos deram permissão a Gomułka para permanecer no controlo e fizeram outras concessões, resultando em maior autonomia para o governo polaco. Para os cidadãos polacos isto significava uma liberalização temporária. No entanto, porém, a esperança de uma total liberalização mostrou-se uma miragem, pois o regime de Gomułka tornou-se mais opressivo. No entanto, a era da estalinização na Polónia tinha terminado.

### Literatura adicional
- Dallin, Alexander. "The Soviet Stake in Eastern Europe". Annals of the American Academy of Political and Social Science 317(1958): 138–145.
- “Excerpts from Gomulka's Speech to Central Committee of Polish Communists". New York Times, 21 de Outubro de 1956: 28.
- Gruson, Sydney. “Soviet Leaders Rush to Poland to Demand Pro-Moscow Regime; Said to Post Troops at Warsaw". New York Times, 20 de Outubro de 1956: 1.
- Kemp-Welch, Tony. "Dethroning Stalin: Poland 1956 and its Legacy". Europe-Asia Studies 58(2006): 1261–84.
- Kemp-Welch, Tony. "Khrushchev's 'Secret Speech' and Polish Politics: The Spring of 1956". Europe-Asia Studies 48(1996): 181–206.
- Zyzniewski, Stanley J. "The Soviet Economic Impact on Poland". American Slavic and East European Review 18(1959): 205–225.